# Хилокский район
Хило́кский район —  административно-территориальная единица (район) и муниципальное образование (муниципальный район) в Забайкальском крае Российской Федерации.
Административный центр — город Хилок.

## География
Район расположен на юго-западе края. На юго-западе граничит с Красночикойским районом, на юго-востоке — с Улётовским, на западе — с Петровск-Забайкальским, а на востоке — с Читинским районами края, на севере ― с Кижингинским районом Бурятии.
По территории района проходят хребты: Яблоновый, Цаган-Хуртэй и Малханский. Самая высокая горная точка в районе — гора Ямаровка (1730 метров).

## История
Район основан в 1926 году. В 1932 году его упразднили, но в 1935 году район был восстановлен. В 1963 произошло повторное сокращение, а через десять лет был вновь создан в значительно урезанном виде. В 1974 году, после присоединения территории на западе, он стал выглядеть, как в настоящее время.

## Население
| 2002    | 2007    | 2009    | 2010    | 2011    | 2012    | 2013    | 2014    | 2015    |
| ------- | ------- | ------- | ------- | ------- | ------- | ------- | ------- | ------- |
| 33 434  | ↘32 600 | ↘32 313 | ↘31 760 | ↘31 642 | ↘31 082 | ↘30 698 | ↘30 149 | ↘29 667 |
| 2016    | 2017    | 2018    | 2019    | 2020    | 2021    |         |         |         |
| ↘29 212 | ↘28 759 | ↘28 335 | ↘27 947 | ↘27 481 | ↘25 519 |         |         |         |

### Урбанизация
В городских условиях (город Хилок и пгт Могзон) проживают  50,32 % населения района.

### Национальный состав
| № |         | 2010 год       | 2021 год       |
| - | ------- | -------------- | -------------- |
| 1 | Русские | 29311 (92,28%) | 23385 (92,05%) |
| 2 | Буряты  | 1336 (4,2 %)   | 1098 (4,32%)   |
|   | другие  | 1113 (3,5 %)   | 921 (3,62%)    |
|   | всего   | 31760 (100 %)  | 25404 (100%)   |

## Муниципально-территориальное устройство
В муниципальный район входят 12 муниципальных образований, в том числе 2 городских поселения и 10 сельских поселений:
| №        | Муниципальное образование | Административный центр       | Количество населённых пунктов | Население (чел.) | Площадь (км²) |
| -------- | ------------------------- | ---------------------------- | ----------------------------- | ---------------- | ------------- |
| 1e-06    | Городские поселения       |                              |                               |                  |               |
| 1        | Могзонское                | пгт Могзон                   | 3                             | ↘2925            | 116,10        |
| 2        | Хилокское                 | город Хилок                  | 3                             | ↘9957            | 170,18        |
| 2.000002 | Сельские поселения        |                              |                               |                  |               |
| 3        | Бадинское                 | село Бада                    | 3                             | ↘3934            | 921,11        |
| 4        | Глинкинское               | село Глинка                  | 1                             | ↘211             | 7,70          |
| 5        | Жипхегенское              | посёлок при станции Жипхеген | 1                             | ↘1076            | 13,71         |
| 6        | Закультинское             | село Закульта                | 4                             | ↘516             | 13,77         |
| 7        | Линёво-Озёрское           | село Линёво Озеро            | 2                             | ↘2616            | 45,42         |
| 8        | Укурикское                | село Укурик                  | 1                             | ↘89              | 28,01         |
| 9        | Харагунское               | село Харагун                 | 7                             | ↘2380            | 37,37         |
| 10       | Хилогосонское             | село Хилогосон               | 2                             | ↗236             | 13,12         |
| 11       | Хушенгинское              | село Хушенга                 | 2                             | ↘1452            | 1708,73       |
| 12       | Энгорокское               | село Энгорок                 | 1                             | ↘127             | 16,29         |

## Населённые пункты
В Хилокском районе 30 населённых пунктов:
| №  | Населённый пункт | Тип                 | Население    | Муниципальное образование |
| -- | ---------------- | ------------------- | ------------ | ------------------------- |
| 1  | Алентуйка        | село                | ↘130 (2021)  | Хушенгинское              |
| 2  | Аренур           | село                | ↘20 (2021)   | Харагунское               |
| 3  | Бада             | село                | ↘3524 (2021) | Бадинское                 |
| 4  | Глинка           | село                | ↘211 (2021)  | Глинкинское               |
| 5  | Гыршелун         | село                | ↘677 (2021)  | Линёво-Озёрское           |
| 6  | Дайгур           | село                | ↘85 (2021)   | Харагунское               |
| 7  | Жилкин Хутор     | село                | ↘45 (2021)   | Хилокское                 |
| 8  | Жипхеген         | посёлок при станции | ↘1076 (2021) | Жипхегенское              |
| 9  | Загарино         | село                | ↗52 (2021)   | Могзонское                |
| 10 | Закульта         | село                | ↘373 (2021)  | Закультинское             |
| 11 | Зурун            | село                | ↘261 (2021)  | Бадинское                 |
| 12 | Линёво Озеро     | село                | ↘1985 (2021) | Линёво-Озёрское           |
| 13 | Могзон           | пгт                 | ↘2894 (2021) | Могзонское                |
| 14 | Мухор-Шибирка    | село                | →2 (2021)    | Закультинское             |
| 15 | Сарантуй         | село                | ↗8 (2021)    | Харагунское               |
| 16 | Сосновка         | село                | ↘16 (2021)   | Хилокское                 |
| 17 | Тайдут           | село                | ↘71 (2021)   | Харагунское               |
| 18 | Тэрэпхэн         | село                | ↘153 (2021)  | Бадинское                 |
| 19 | Укурик           | село                | ↘89 (2021)   | Укурикское                |
| 20 | Улётка           | село                | ↘0 (2021)    | Могзонское                |
| 21 | Улястуй          | село                | ↗38 (2021)   | Хилогосонское             |
| 22 | Ушоты            | село                | ↘163 (2021)  | Закультинское             |
| 23 | Харагун          | село                | ↘2455 (2021) | Харагунское               |
| 24 | Хилогосон        | село                | ↘176 (2021)  | Хилогосонское             |
| 25 | Хилок            | город               | ↘9948 (2021) | Хилокское                 |
| 26 | Хушенга          | село                | ↘1519 (2021) | Хушенгинское              |
| 27 | Шиля             | село                | ↘150 (2021)  | Закультинское             |
| 28 | Энгорок          | село                | ↘127 (2021)  | Энгорокское               |

Законом Забайкальского края от 5 мая 2014 года на территории района было решено образовать новые сёла: Харагун-Саранка и Центральный Харагун (путём выделения из села Харагун), Геологическая Бада и Колхозная Бада (путём выделения из села Бада). Присвоение наименований новообразованным населённым пунктам Харагун-Саранка и Центральный Харагун на федеральном уровне было осуществлено Распоряжением Правительства Российской Федерации от 13 мая 2016 г. N 900-р. Сёла Геологическая Бада и Колхозная Бада так и не были выделены.

### Упразднённые населённые пункты
14 апреля 2000 года упразднены села Ткачёва Падь и Халярта.
19 января 2005 года было упразднено село Дутый.
В 2023 году упразднены села Харагун-Саранка и Центральный Харагун.

## Экономика
Районнообразующей отраслью является железная дорога. В районе есть несколько леспромхозов, два горнодобывающих предприятия.

## Образование и культура
В Хилокском районе имеется 13 дошкольных учреждений, 4 школы дополнительного образования, а также их филиалы, более двадцати ДК и клубов, 11 действующих музеев, 22 библиотеки, 2 спортучреждения и 51 памятник истории и культуры.

## Достопримечательности
На территории района расположены комплексы археологических памятников :
1) в долине реки Арей в урочище Улан-Хада, известном как писаницы Шаман-Гора;
2) возле села Гыршелун — Гыршелунский камень, стоянки и поселения древних людей (Мастеров Ключ, Русло Гыршелунки и др.).
На западе района находится место исторической стыковки строителей Забайкальского участка Великой Сибирской железной дороги. Часовня в память об этом событии стоит на станции Толбага.

## Известные люди
- Жимбиев, Цыденжап Арсаланович  (1928-2006) — российский бурятский поэт и писатель, Народный писатель Бурятии, Заслуженный деятель культуры России, Бурятии и Калмыкии. Родился в селе Кусота Хилокского района[24].

## Галерея

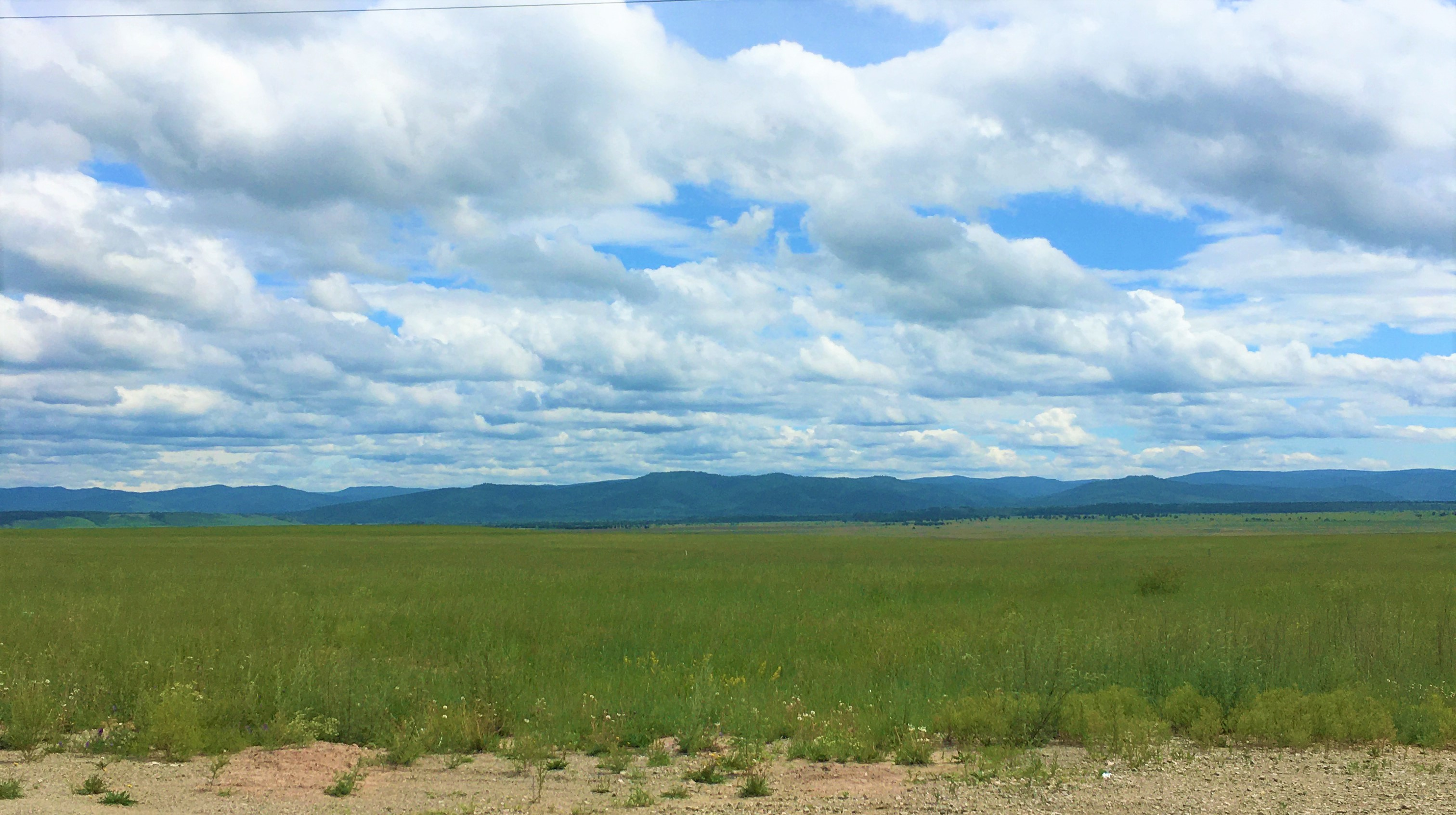
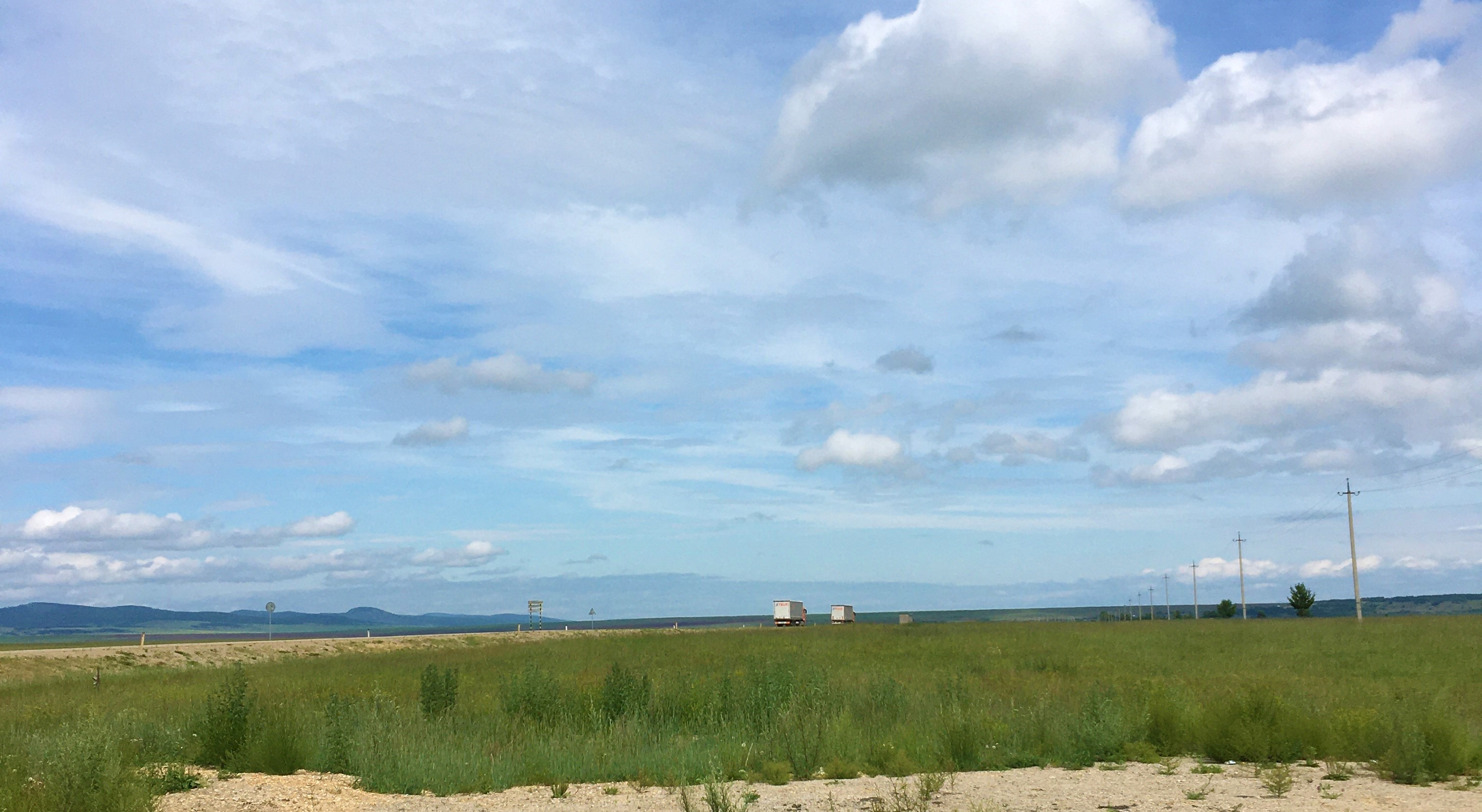
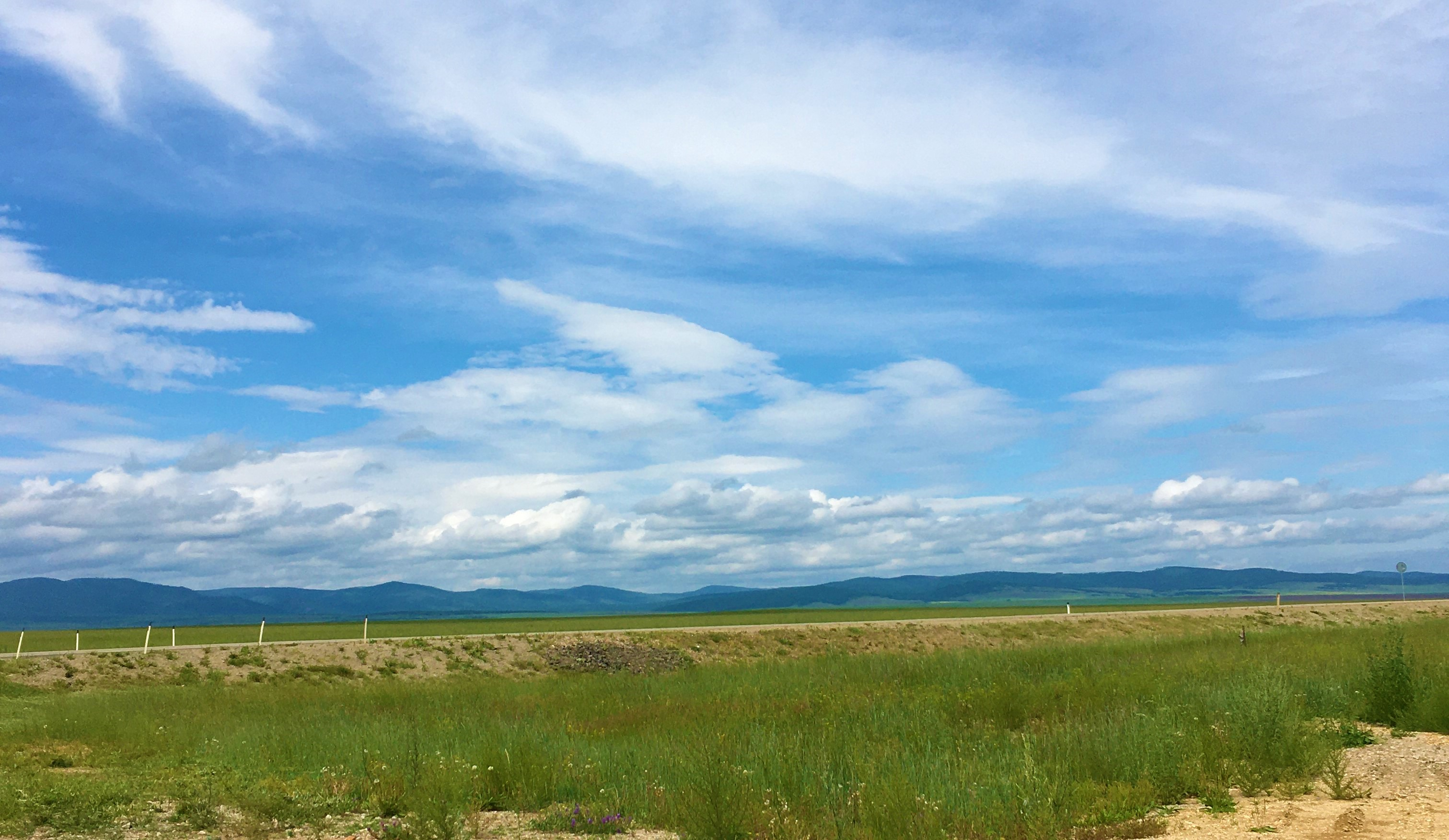
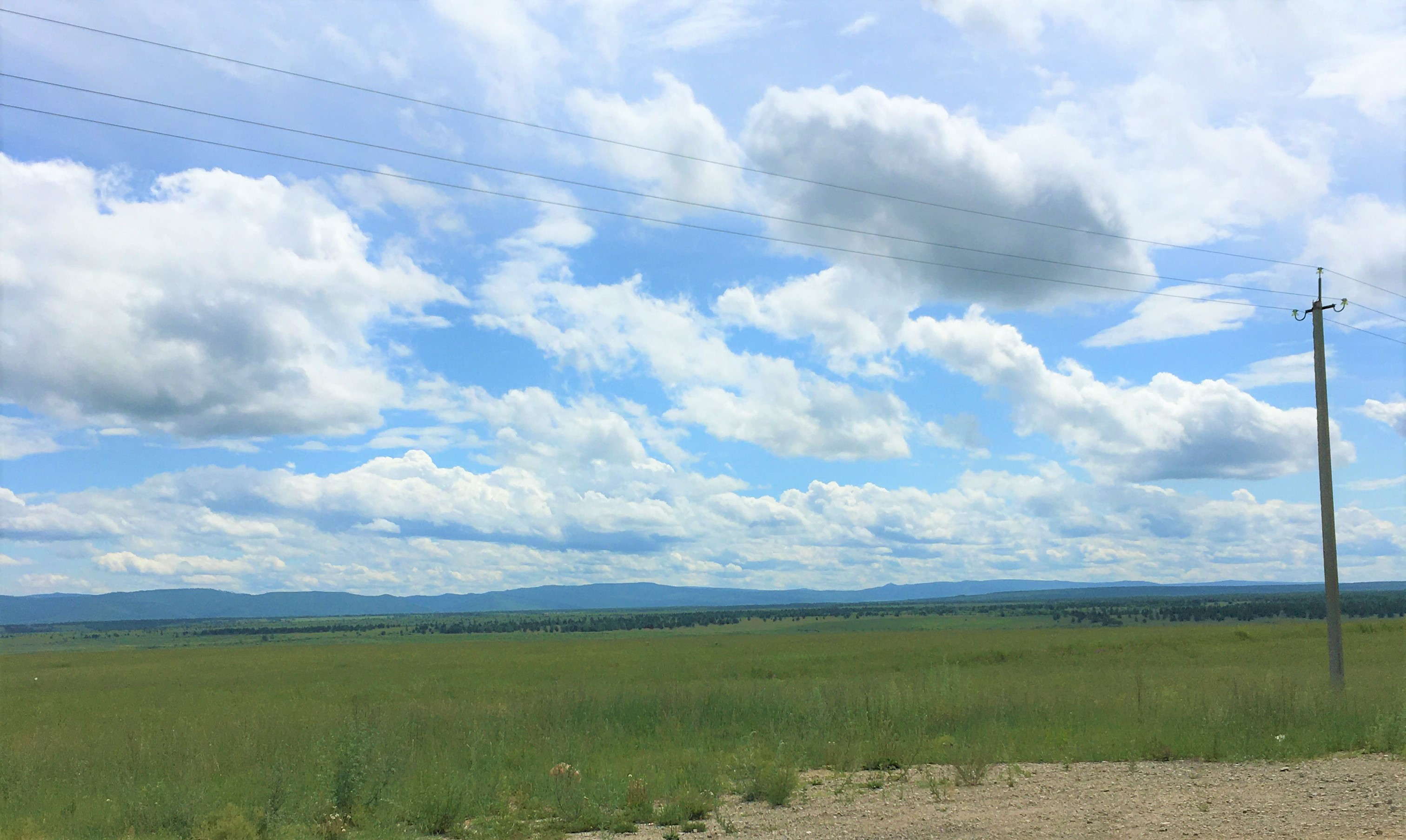

Бадинская степь в Хилокском районе